# SEIKO MATSUDA CONCERT TOUR 2010 "My Prelude"
『SEIKO MATSUDA CONCERT TOUR 2010 "My Prelude"』（セイコ・マツダ・コンサート・ツアー・2010・マイ・プレリュード）は、松田聖子のライブ・ビデオ。2010年11月17日発売。発売元はユニバーサルシグマ。

## 解説
同年6月～8月に行われた30周年記念コンサート・ツアーから横浜アリーナ公演の模様を収録したDVD及びBlu-ray Disc。2010年11月17日にDVDとして発売されたのち、2012年6月6日にBlu-ray Discとしても発売された。DVDは初回限定盤と通常盤の2形態で発売。
同年発売アルバム『My Prelude』からの楽曲を中心に披露した。

## 収録曲
1. Into the mirror world
2. You are my ideal
3. I just want to be
4. Tomodachi
5. 風に揺れながら
6. 30th Party
7. ハートのイアリング
8. 渚のバルコニー
9. 野ばらのエチュード
10. 赤いスイートピー
11. いくつの夜明けを数えたら
12. SWEET MEMORIES
13. 瞳はダイアモンド
14. あなたに逢いたくて〜Missing You〜
15. 時間の国のアリス
16. 裸足の季節
17. 青い珊瑚礁
18. 風は秋色
19. 風立ちぬ
20. Rock'n Rouge
21. チェリーブラッサム
22. 夏の扉
23. 天使のウィンク
24. 20th Party
25. 30th Party
26. Only My Love
27. いくつの夜明けを数えたら